# Amauropsona
Amauropsona is een geslacht van uitgestorven weekdieren uit de klasse van de Gastropoda (slakken).

## Soorten
- Amauropsona major (P. Marshall, 1917) †
- Amauropsona teres (Marwick, 1924) †